# Pandàreu

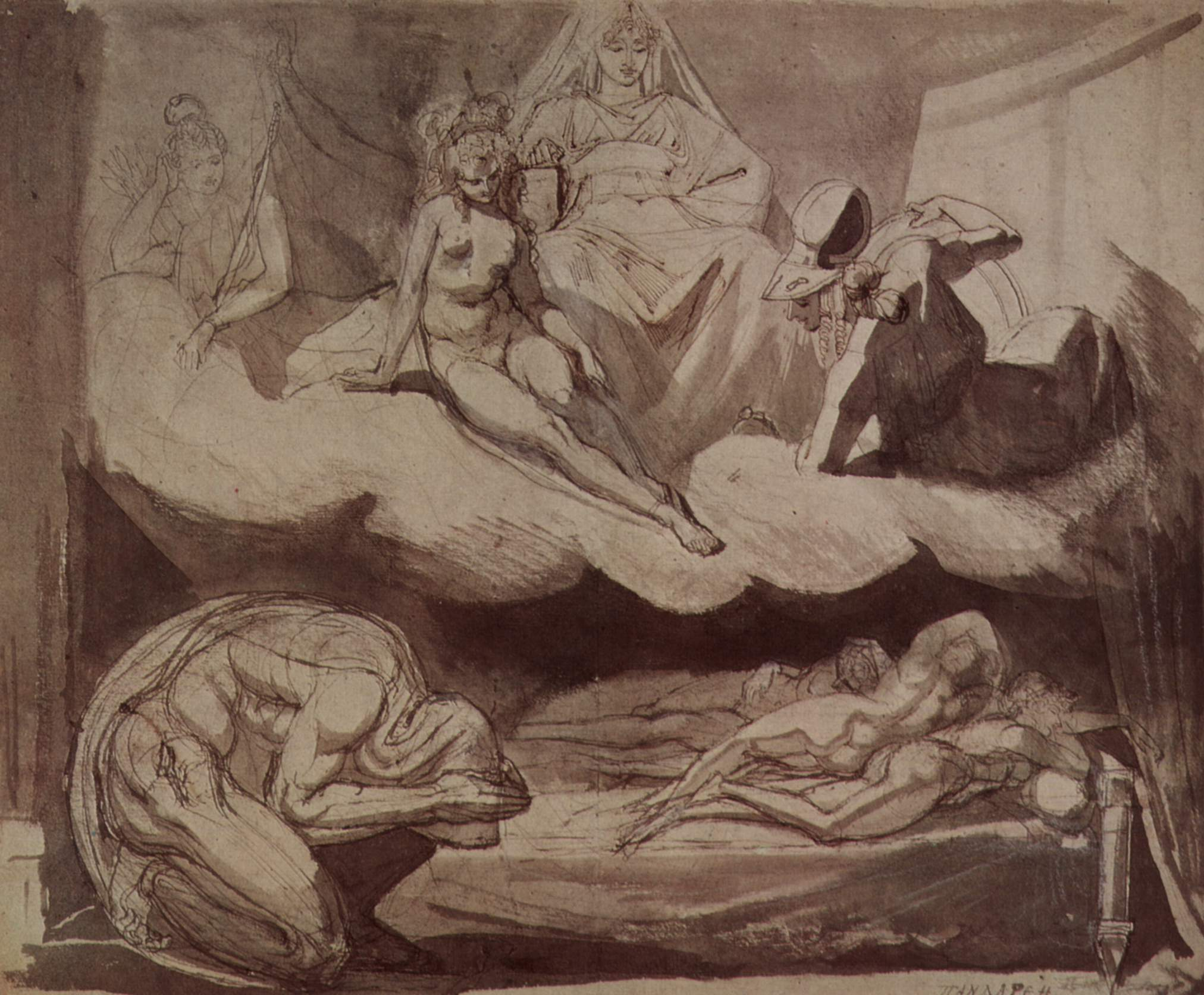
Les filles de Pandàreu (obra de Johann Heinrich Füssli, ca. 1795).

Pandàreu (en grec antic Πανδάρεως), va ser, segons la mitologia grega, un personatge relacionat amb mites obscurs que semblen procedents de Creta o de l'Àsia Menor.
Es coneix un episodi sobre Pandàreu que explica que quan Rea, que temia que Cronos devorés el petit Zeus, el va amagar en una cova a Creta i li donà una cabra perquè el nodrís i un gos màgic, que era d'or, perquè li fes de guardià. En ser destronat Cronos, la cabra va ser transformada en constel·lació i el gos va custodiar el santuari de Zeus a Creta. Però Pandàreu, fill de Mèrops, va robar el gos i el va portar al mont Sipilos, a Lídia, on el va donar a Tàntal i se'n va anar. Quan va tornar, Pandàreu reclamà el gos, però Tàntal va negar, sota jurament, que mai l'hagués rebut. Aleshores va intervenir Zeus i va transformar Pandàreu en roca, com a càstig pel robatori, i va enfonsar Tàntal sota la muntanya pel seu perjuri. Aquesta és la versió que explica Antoní Liberal. Una variant explica que Pandàreu va donar el gos a Tàntal, però que va ser Hermes el que va anar a reclamar-lo, per compte de Zeus, i va ser a Hermes a qui Tàntal va jurar que no en sabia res. Però Hermes va aconseguir trobar l'animal i Zeus castigà Tàntal per perjuri sota la muntanya. Pandàreu, assabentat dels fets, s'espantà i va fugir amb la seva dona Harmòtoe i les seves filles cap a Atenes. D'allí va anar a Sicília, però Zeus el va matar, i també va matar la seva dona, mentre les filles van ser criades per les Harpies per ordre del déu.
L'Odissea es refereix també a les filles de Pandàreu. Penèlope, en un dia de desesperació desitja una mort ràpida, igual que la que van tenir les filles de Pandàreu. Aquestes noies, després de la mort dels seus pares i quedar sense ningú al món van ser protegides pels déus. Afrodita els va portar menjar, Hera els va donar bellesa i saviesa, Àrtemis, elegància, Atena, habilitat manual, i quan estava a punt d'acabar la seva educació, Afrodita va pujar a l'Olimp per demanar a Zeus uns marits apropiats per elles. Durant aquest breu espai de temps, les Harpies van raptar les noies i les van donar com a esclaves a les Erínies, a l'Hades.
Les tradicions varien sobre el nom i el nombre de les filles de Pandàreu: de vegades són dues, Camiro i Clícia, o bé Cleotera i Mèrope, i de vegades tres: Cleotera, Mèrope i Aèdon. Pandàreu va tenir també un fill, Mèrops.